# Christoph Mrongovius

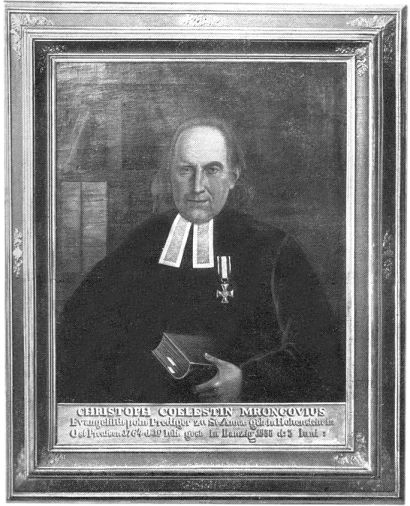
Christoph Mrongovius

Christoph Mrongovius, egentligen Krzysztof Celestyn Mrongowiusz, född 19 juli 1764 i Hohenstein i Ostpreussen, död 3 juni 1855 i Danzig, var en polsk språkforskare. 
Mrongovius var präst inom den preussiska evangeliska kyrkan och lärare i polska vid Danzigs gymnasium. Han utgav bland annat Ausführliche Grammatik der polnischen Sprache (1837) samt en tysk-polsk och en polsk-tysk ordbok (1835, 1853). Genom predikningar och religiösa skrifter ivrade han kraftigt för polska språkets utbredning och utverkade genom Fredrik Vilhelm IV:s välvilja (1846), att slaviska (ej tyska) antogs som kyrkospråk hos kasjuberna.